# Sybaguasu murinum
Sybaguasu murinum är en skalbaggsart som först beskrevs av Francis Polkinghorne Pascoe 1866.  Sybaguasu murinum ingår i släktet Sybaguasu och familjen långhorningar. Inga underarter finns listade i Catalogue of Life.